# Helsingborgs Södra BK
Helsingborgs Södra BK var en fotbollsförening i Helsingborg i Skåne, bildad den 1985 genom sammanslagning av Skogens AIS (1928) och Hästhagens IF (1956), upplöst 1991 genom sammanslagning med BK Drott (1918) och Helsingborgs BIS (1923) i Helsingborgs Södra BIS.

## Tabellplaceringar

### Serieplaceringar, fotboll
| Nivå | Herrar         |
| ---- | -------------- |
| 5    | Div. 4 (-2005) |
| 6    | Div. 5 (-2005) |
| 7    | Div. 6 (-2005) |

Resultat hämtade från SvFF, Everysport och Clas Glenning Football.
| Säsong      | Nivå | Serie                      | Plac. | Anmärkning                  |
| ----------- | ---- | -------------------------- | ----- | --------------------------- |
| 1986        | 7    | Div. VI Skåne nordvästra A | 2     |                             |
| 1987        | 7    | Div. VI Skåne nordvästra A | 3     |                             |
| 1988        | 7    | Div. VI Skåne nordvästra A | 1     | uppflyttad till division V  |
| 1989        | 6    | Div. V Skåne nordvästra A  | 1     | uppflyttad till division IV |
| 1990        | 5    | Div. IV Skåne nordvästra   | 12    | nedflyttad till division V  |
| 1991 (vår)  | 6    | Div. V Skåne nordvästra A  | 1     |                             |
| 1991 (höst) | 5    | Div. IV Skåne nordvästra   | 4     |                             |

## Se vidare
- Helsingborgs Södra BIS (efterföljarförening)